# 髙部瑛斗
- 高部瑛斗

髙部 瑛斗（たかべ あきと、1997年12月11日 - ）は、神奈川県高座郡寒川町出身のプロ野球選手（外野手）。右投左打。千葉ロッテマリーンズ所属。

## 経歴

### プロ入り前
埼玉県の鶴ヶ島エンゼルスで野球を始める。髙部の父が「運動会の100m走で最下位になったら罰として野球を始めなさい」と言ったところ、本当に最下位になってしまったことが野球を始めたきっかけである。毛呂山町立毛呂山中学校時代は越生ボーイズに所属。また、小4から中学卒業までの6年間、松永浩美ベースボールアカデミー（MBA）にも通っており、左打ちに転向する。
東海大甲府高校では3年夏に1番センターで山梨県大会を制し、第97回全国高等学校野球選手権大会に出場。初戦の堀内謙伍、鈴木将平ら擁する静岡高校戦に勝利。2回戦の下関商業高校戦では2安打を放って勝利に貢献。3回戦の清宮幸太郎ら擁する早稲田実業高校に敗れた。甲子園通算、3試合13打数4安打1打点。高校の2学年先輩に渡邉諒がいた。
国士舘大学進学後、1年春から外野のレギュラーとして活躍。東都大学2部リーグながら1年秋から3年春まで打率3割超を記録し、コツコツとヒットを積み重ねて4年春の4月16日には東都2部通算100安打を達成。同月25日には陽川尚将の2部通算最多安打数108本を抜いた。その後も、ヒットを積み重ね通算129安打を記録した。
2019年度ドラフト会議で千葉ロッテマリーンズから3位指名を受け、11月12日に契約金6000万円、年俸1000万円（金額は推定）で契約合意した。背番号は38。

### ロッテ時代
2020年は、2月8日に行われた台湾プロ野球の楽天モンキーズとの練習試合中、2打席目で右手に痛みを訴え、石垣市内の病院での診断の結果、右手有鈎骨骨折と診断された。12日に都内の順天堂医院で骨折骨片除去手術を行った。全治は1か月。その影響で、開幕は二軍スタートとなった。二軍では打撃好調で、10月5日時点で56試合に出場して規定未到達ながら打率.368を記録し、13盗塁を記録する脚力もアピール。特に9月は17試合で9試合連続安打を含むリーグトップの28安打を放ち、月間打率.431、6打点、5盗塁を記録し、10月9日、イースタン・リーグが制定する9月度の「スカパー!ファーム月間MVP賞」を受賞した。この活躍から、9月25日には一軍の練習に参加し、井口資仁監督から「いつ呼ばれてもいいように準備しておいてくれ」と声をかけられた。すると、10月6日に一軍選手複数名が新型コロナウイルス陽性判定を受けたことで、「感染拡大防止特例2020」の代替指名選手として初の一軍昇格。同日のオリックス・バファローズ戦（ZOZOマリンスタジアム）に「1番・左翼手」として初出場・初スタメンを果たしたが、4打数無安打3三振と、打撃で結果を残すことができずに終わり、翌日の同カードでは藤原恭大にスタメンを譲った。
同9日の福岡ソフトバンクホークス戦（福岡PayPayドーム）では、8回表に西巻賢二の代打として登場し、高橋礼からレフトへプロ初安打を放つも、一軍での安打はこの1本のみに終わり、16日に感染症から復帰した選手たちとの入れ替わりで登録を抹消された。二軍では、67試合の出場て打率.344を記録し、チームメイトの加藤翔平に次いで、イースタン・リーグ2位の成績を残し、イースタン・リーグの優秀選手賞・新人賞・努力賞を受賞した。
2021年は一軍出場を33試合まで伸ばしたが、打率.145、出塁率.242と振るわず、二軍が主戦場であった。イースタン・リーグでは28盗塁で盗塁王を獲得した。
2022年は、オープン戦で打率.393の成績を残して首位打者に輝き、3月25日に行われた東北楽天ゴールデンイーグルスとの開幕戦（楽天生命パーク宮城）に「1番・左翼手」で出場し、プロ初の開幕スタメンを果たす。6月26日に行われたオリックス戦で延長11回裏ジェイコブ・ワゲスパックからサヨナラヒットを放った。7月21日の埼玉西武ライオンズ戦で平良海馬から自身2度目のサヨナラ適時打を放ち、月間サヨナラ賞（2022年7月）を受賞した。荻野貴司が復帰する前は1番打者として、荻野が復帰したあとは2番打者として活躍、44盗塁を記録し、自身初のタイトルである盗塁王を獲得し、ゴールデングラブ賞も受賞した。
2023年は開幕前に右肩甲下筋肉離れを起こし二軍スタートとなる。さらに4月下旬には右肩甲下筋を損傷し、胸郭出口症候群と診断され、9月に第一肋骨切除術を受け、一軍に上がることなくシーズンを終えた。
2024年は、手術の影響もありオープン戦では指名打者での出場のみで開幕二軍スタートとなったが、5月18日に2年ぶりに一軍登録された。7月は21試合出場で、打率.405、出塁率.457を記録し、月間MVPを初受賞した。

## 選手としての特徴
入団会見時、「アピールポイントは走力です」と語ったように、50m走5秒8の俊足の持ち主。バットコントロールも巧みで、左右に打ち分けるセンスを持つ。遠投105mの強肩も兼ね備える。

## 人物
愛称は「べー」、「べーやん」。
3人兄弟の次男。父親が元高校球児だったことで3人ともスポーツマンを意識した生活を送っていた。兄も同じく東海大甲府高校で野球をプレーしたのち、美容師（メンズスタイリスト）として活動。瑛斗のほか、ロッテ同僚のヘアスタイリングを担当した経験がある。弟は急性白血病を患い、2016年秋に16歳で死去。瑛斗が高校2年生の冬だったときに弟の病状が判明。当時、瑛斗は寮暮らしで野球に対して挫折を味わい、卒業したら野球を辞めるつもりだったが、弟から「瑛斗が野球しているところを見たい」「でも、無理か、球場に見にいけない…」と嘆かれたことで奮起。甲子園大会とプロ入りを目指し、テレビを通じて自身が野球をしている姿を弟に見せることを約束した。結果、3年夏の甲子園大会出場を果たし、大学でも猛練習を積み重ね、プロスカウトから注目を集める存在になった。この経緯は『ドラフト緊急生特番!お母さんありがとう』（TBS系列）でも取り上げられた。

## 詳細情報

### 年度別打撃成績
| 年 度     | 球 団     | 試 合 | 打 席 | 打 数 | 得 点 | 安 打 | 二 塁 打 | 三 塁 打 | 本 塁 打 | 塁 打 | 打 点 | 盗 塁 | 盗 塁 死 | 犠 打 | 犠 飛 | 四 球 | 敬 遠 | 死 球 | 三 振 | 併 殺 打 | 打 率 | 出 塁 率 | 長 打 率 | O P S |
| --------- | --------- | ----- | ----- | ----- | ----- | ----- | -------- | -------- | -------- | ----- | ----- | ----- | -------- | ----- | ----- | ----- | ----- | ----- | ----- | -------- | ----- | -------- | -------- | ----- |
| 2020      | ロッテ    | 5     | 11    | 10    | 0     | 1     | 0        | 0        | 0        | 1     | 0     | 0     | 0        | 1     | 0     | 0     | 0     | 0     | 4     | 0        | .100  | .100     | .100     | .200  |
| 2021      | ロッテ    | 33    | 69    | 55    | 6     | 8     | 1        | 0        | 1        | 12    | 6     | 4     | 0        | 7     | 0     | 7     | 0     | 0     | 19    | 1        | .145  | .242     | .218     | .460  |
| 2022      | ロッテ    | 137   | 608   | 541   | 66    | 148   | 16       | 6        | 3        | 185   | 38    | 44    | 10       | 22    | 3     | 36    | 1     | 6     | 103   | 12       | .274  | .324     | .342     | .666  |
| 2024      | ロッテ    | 76    | 287   | 260   | 37    | 78    | 12       | 3        | 1        | 99    | 23    | 10    | 4        | 5     | 2     | 19    | 2     | 1     | 43    | 3        | .300  | .348     | .381     | .728  |
| 通算：4年 | 通算：4年 | 251   | 975   | 866   | 109   | 235   | 29       | 9        | 5        | 297   | 67    | 58    | 14       | 35    | 5     | 62    | 3     | 7     | 169   | 16       | .271  | .323     | .343     | .666  |

- 2024年度シーズン終了時

### 年度別守備成績
| 年 度 | 球 団  | 外野  | 外野  | 外野  | 外野  | 外野  | 外野     |
| 年 度 | 球 団  | 試 合 | 刺 殺 | 補 殺 | 失 策 | 併 殺 | 守 備 率 |
| ----- | ------ | ----- | ----- | ----- | ----- | ----- | -------- |
| 2020  | ロッテ | 2     | 1     | 0     | 0     | 0     | 1.000    |
| 2021  | ロッテ | 20    | 36    | 1     | 0     | 1     | 1.000    |
| 2022  | ロッテ | 137   | 311   | 9     | 3     | 2     | .991     |
| 2024  | ロッテ | 72    | 158   | 0     | 1     | 0     | .994     |
| 通算  | 通算   | 231   | 506   | 10    | 4     | 3     | .992     |

- 2024年度シーズン終了時
- 各年度の太字はリーグ最高
- 太字年はゴールデングラブ賞受賞年

### タイトル
- 盗塁王：1回（2022年）

### 表彰
- ゴールデングラブ賞：1回（外野手部門：2022年）
- スカパー! サヨナラ賞：1回（2022年7月[44]）
- 月間MVP：1回（打者部門：2024年7月[33]）

### 記録
初記録
- 初出場・初先発出場：2020年10月6日、対オリックス・バファローズ19回戦（ZOZOマリンスタジアム）、「1番・左翼手」で先発出場
- 初打席：同上、1回裏に山本由伸から見逃し三振
- 初安打：2020年10月9日、対福岡ソフトバンクホークス16回戦（福岡PayPayドーム）、8回表に高橋礼から左前安打
- 初本塁打・初打点：2021年4月24日、対福岡ソフトバンクホークス5回戦（ZOZOマリンスタジアム）、4回裏に高橋礼から右越2ラン[45]
- 初盗塁：2021年5月2日、対東北楽天ゴールデンイーグルス9回戦（楽天生命パーク宮城）、8回表に二盗（投手：福山博之、捕手：太田光）

その他の記録
- オールスターゲーム出場：1回（2022年）

### 背番号
- 38（2020年 - ）

### 登場曲
- 「Life」Bigfumi（2020年 - 2021年）
- 「Believe in myself」寿君（2022年 - ）